# San Román de Montojo
Montojo (llamada oficialmente San Román de Montoxo) es una parroquia española del municipio de Cedeira, en la provincia de La Coruña, Galicia.

## Otras denominaciones
La parroquia también es conocida por el nombre de San Román de Montojo.

## Entidades de población
Entidades de población que forman parte de la parroquia:
- A Revolta
- Aneiros
- Arón
- Campón (O Campón)
- Candales (Os Candales)
- Cartas
- Casal de María
- Corredoira (A Corredoira)
- Costa (A Costa)
- Fonse
- Fragoso
- Gondón
- Guillade
- Ludeiro
- Montemeao
- O Baturro
- O Cotiño
- O Curro
- O Lameiro
- O Pinar
- Outeiro
- Pasada (A Pasada)
- Penadaguia
- Presa (A Presa)
- Riba (A Riba)
- Sarandós
- Trabe (A Trabe)
- Vena (A Vena)
- Venta (A Venta)
- Viciñeira (A Veciñeira)
- Vila do Río

## Despoblado
Despoblado que forma parte de la parroquia:
- Campolongo

## Demografía
| Gráfica de evolución demográfica de Montojo entre 2000 y 2018 |
|                                                               |
| Datos según el nomenclátor publicado por el INE.              |